# Szmery niewinne
Szmery niewinne, szmery przygodne – szmery sercowe niebędące wynikiem zmian organicznych w sercu. Występują fizjologicznie u dzieci, zwłaszcza w wieku przedszkolnym i szkolnym. 
Szacuje się, że występują u 8-15% niemowląt, u 25-95% zdrowych dzieci między 3. a 12. rokiem życia i do 73% dzieci w okresie dojrzewania.

## Charakterystyka
Cechy charakterystyczne szmerów niewinnych to:
- głośność od 1 do 3 stopni w skali Levine'a[2],
- niestałe, zmieniają głośność lub zanikają podczas zmiany położenia, wysiłku, emocji, ucisku na naczynia żylne,
- z reguły są szmerami śródskurczowymi (wyjątkiem jest tu szmer buczenia żylnego),
- mają charakter muzyczny,
- trwają krótko, nie mają związku z tonami serca,
- wysłuchiwane są nad niewielkim polem, nie promieniują,
- intensywność może wzrastać podczas gorączki.

## Rodzaje
Rodzaje najczęściej występujących szmerów niewinnych:
- szmer klasyczny (szmer wibracyjny, szmer muzyczny, szmer Stilla; ang. Still's murmur) – najczęściej wysłuchiwany szmer niewinny, związany z turbulencjami odpływu krwi z lewej komory, krótki, mezosystoliczny (śródskurczowy) szmer o charakterze muzycznym, niskiej częstotliwości i głośności 1-2 w skali Levine'a, najlepiej słyszalny w III-IV lewym międzyżebrzu przy mostku (między koniuszkiem serca a brzegiem mostka), promieniuje 3–10 cm od punctum maximum, nigdy nie promieniuje do tętnic szyjnych ani pachy, bądź pleców, opisany przez Stilla w 1909 roku[3]. Nie należy mylić ze szmerem Grahama Steella w niedomykalności zastawki pnia płucnego.
- szmer wyrzutu do tętnicy płucnej (szmer względnej stenozy płucnej, ang. pulmonary ejection) – drugi co do częstości, wczesno- lub śródskurczowy (proto- lub mezosystoliczny) szmer związany z turbulencjami odpływu krwi z prawej komory przez prawidłowe ujście płucne, najlepiej słyszalny w pozycji leżącej i na wydechu, w II lewym międzyżebrzu, ma głośność 1-3 w skali Levine'a, promieniuje do obu połów klatki piersiowej, najczęściej stwierdzany u szczupłych, dojrzewających dziewcząt, a także u wcześniaków;
- buczenie żylne (szmer nadobojczykowy, ang. venous hum) – skurczowo-rozkurczowy (ciągły) szmer nasilający się w pozycji stojącej i przy odchyleniu głowy do tyłu, a zanikający podczas leżenia i po uciśnięciu żył szyjnych, słyszalny nad i pod prawym obojczykiem, rzadziej po lewej stronie, najczęściej u dzieci między 2. a 6. rokiem życia, spowodowany jest uciskiem żył szyjnych przez obojczyk - wymaga różnicowania ze szmerem przetrwałego przewodu tętniczego;
- szmer brzęczącej struny Stilla – szmer o wysokiej częstotliwości (stąd nazwa), powstaje wskutek wibracji skurczowych nici ścięgnistej wstawiającej się w drogę wypływu krwi z lewej komory, najlepiej słyszalny w III-IV lewym międzyżebrzu przy mostku (tak jak szmer klasyczny);
- szmer wyrzutowy lewej komory – zbliżony do szmeru wyrzutowego tętnicy płucnej, najlepiej słyszalny nad polem zastawki aortalnej (w II prawej przestrzeni międzyżebrowej);
- szmer sercowo-płucny – zazwyczaj słyszalny nad granicą sercowo-płucną, tuż po obudzeniu się dziecka (powstaje wskutek wypełniania się powietrzem niedodmowych pęcherzyków płucnych, uciskanych skurczami serca);
- szmer cyrkulacyjny – bardzo cichy, słyszalny nad całym sercem.